# Mario Antonio Moreno
Mario Antonio Moreno González (N. Tlalixcoyan, Veracruz; 4 de diciembre de 1986) es un exfutbolista mexicano que jugaba de mediocampista, se retiró en Alebrijes de Oaxaca de la extinta Liga de Ascenso de México. 

## Clubes
| Club                 | País      | Año             | PJ | Goles |
| -------------------- | --------- | --------------- | -- | ----- |
| Monarcas Morelia     | México    | 2007-2010       | 26 | 6     |
| Atlante UTN          | México    | 2011            | 1  | 1     |
| Instituto de Córdoba | Argentina | 2011-2012       | 10 | 3     |
| Alebrijes de Oaxaca  | México    | 2013 - presente | 3  | 1     |